# Karen Strassman
Karen Strassman (Washington, 5 giugno 1966) è una doppiatrice statunitense naturalizzata francese.
Ha prestato la voce a diversi personaggi dei videogiochi come Rouge the Bat della serie Sonic, Poison di Street Fighter e le sorelle gemelle Kitana e Mileena in Mortal Kombat IX e Mortal Kombat X.

## Doppiatrici italiane
Nelle versioni in italiano delle opere in cui ha recitato, Karen Strassman è stata doppiata da:
- Patrizia Burul in Detective Monk
- Valeria Perilli in NCIS: Origins

Come doppiatrice è sostituita da:
- Anna Mazza in The Saboteur (Veronique Rousseau)
- Elisabetta Cesone in The Saboteur (Franziszka)
- Jasmine Laurenti in Sonic Generations
- Ilaria Silvestri in Sonic Generations (remastered)
- Deborah Morese in StarCraft II: Heart of the Swarm
- Jolanda Granato in Mortal Kombat X
- Chiara Francese in Monster Hunter World
- Marcella Silvestri in Resident Evil 2
- Francesca Tretto in New World (giudice Crosier)
- Renata Bertolas in New World (magistrato Redridge)